# La vida simbólica
La vida simbólica (en alemán Das symbolische Leben) es un conjunto de obras de Carl Gustav Jung incluidas en el decimoctavo volumen de su Obra completa.

## Contenido
Este volumen contiene más de 130 textos que se extienden desde el año 1901, cuando Jung acababa de obtener a los 26 años de edad su primer puesto de trabajo como médico asistente, hasta 1961, poco antes de su muerte. Esta colección abarca prácticamente todos los intereses profesionales e intelectuales de Jung durante toda una vida dedicada a la interpretación del símbolo.
En español, al igual que en su versión alemana, ha sido editado en dos tomos.

### Tomo 1
Abren el presente tomo tres escritos independientes a los subsiguientes complementos a los diecisiete volúmenes previos de la Obra completa:
1. Las «Conferencias Tavistock» Sobre la teoría y la práctica de la psicología analítica, cinco conferencias impartidas por Jung en el Institute of Medical Psychology (Tavistock Clinic) en 1935.
2. Los símbolos y la interpretación de los sueños, texto original de Jung, posteriormente reescrito y reorganizado tras su muerte para ser incluido en el volumen colectivo El hombre y sus símbolos.
3. El seminario en el Guild of Pastoral Psychology La vida simbólica, que da nombre al presente volumen.

Complemento a los volúmenes 1, 3 y 4 de la Obra Completa.

### Tomo 2
Complemento a los volúmenes 5, 7-17 de la Obra Completa.

## Índice
1. Las conferencias Tavistock. Sobre la teoría y la práctica de la psicología analítica (1935)
2. Los símbolos y la interpretación de los sueños (1961)
3. La vida simbólica (1939)
4. Sobre el ocultismo (OC 1)
5. La psicogénesis de las enfermedades mentales (OC 3)
6. Freud y el psicoanálisis (OC 4)
7. Sobre el simbolismo (OC 5)
8. Dos escritos sobre psicología analítica (OC 7)
9. La dinámica de lo inconsciente (OC 8)
10. Los arquetipos y lo inconsciente colectivo (OC 9)
11. Civilización en transición (OC 10)
12. Psicología y religión (OC 11)
13. Estudios de alquimia (OC 12-14)
14. Sobre el fenómeno del espíritu en el arte y en la ciencia (OC 15)
15. La práctica de la psicoterapia (OC 16)
16. Sobre el desarrollo de la personalidad (OC 17)
17. Adenda

## Edición en castellano
- Jung, Carl Gustav (2009). Obra completa de Carl Gustav Jung. Volumen 18: La vida simbólica. Traducción Jorge Navarro Pérez. Madrid: Editorial Trotta.

1. Tomo 1. Capítulos 1 a 6. 2009 [2ª edición]. ISBN 978-84-9879-041-2/ ISBN 978-84-9879-042-9.
2. Tomo 2. Capítulos 7 a 17. 2009. ISBN 978-84-9879-082-5/ ISBN 978-84-9879-083-2.